# Фридрих Траун
Фридрих Адолф Траун (29. март 1976. Вандсбек – 11. јул 1908. Хамбург) је бивши немачки атлетичар и тенисер, који је учествовао на Олимпијским играма 1896. у Атини.
У атлетским такмичењима учествовао је у две дисиплине тркама на 100 метара и 800 метара. У обе је у квалификацијама заузео трећа места са непознатим резултатом није се квалификовао у финале.
На тениском турниру у појединачној конкуренцији, Трауна је поразио у првом колу Ирац Џон Пајус Боланд из Уједињеног Краљевства, који је био и победник овог турнира. Траун се пласирао од 8 до 13 места.
За турнир у паровима, Траун и удружио са Боландом. У првом колу су поразили браћу Аристидиса и Константиноса Акратопоулос и пласирали се у полуфинале где су били слободни. Противници у финалу била је мешовита екипа Деметриос Петрококинос и Дионисиос Касдаглис коју су поразили и освојили златну медаљу.
Траун је био из богате породице. Његов отац је имао фирму за продају пословног простора.
После олимпијске победе одлази у САД на неколико година. Вратио се у Немачку и 11. јула 1908. пронађен је мртав у хотелској соби у Хамбургу. Претпоставља се да је извршио самубиство. Његова кћерка Лизелот рођена је пола године након очеве смрти.